# 天外魔蛛
《天外魔蛛》（英語：Arachnid，又译作《杀出虫围》）是一部2001年6月29日上映于西班牙的魔幻电影。

## 剧情
该片讲述了巨人蜘蛛杀手威胁飞机失事幸存者的故事。

## 花絮
这部影片是限量发行版。它是低预算，高票房，赢得了1.1亿美元。

## 评价
这部影片获得了混合评价，负面评价在欧美占据了主导力量。一个评论家说道：“这部电影是如此糟糕，我去看医生，给我的眼球清理清理。”不过演员理查德·德莱弗斯也在电影院看了自己的影片，并且表示：“这比预期的要好。”